# بوکیت کپونگ
بوکیت کپونگ یک موکیم در منطقه موار، ایالت جوهر، مالزی است. آن در نزدیکی رود موار واقع شده است.

## تاریخچه
این شهر به خاطر درگیری غمناک بوکیت کپونگ شهرت خوبی ندارد. دولت برای بزرگداشت اقدام نیروی پلیس بوکیت کپونگ علیه کمونیست‌ها، موزه‌ای ایجاد کرد که در زبان محاوره به بینتانگ تیگا (به معنی سه ستاره) شناخته می‌شود. موزه هر روز به جز دوشنبه، با پرداخت هزینه ورودی کمی در دسترس بازدید کنندگان قرار دارد. بازدید کنندگان به واسطه گالری‌های مدرن و تعاملی در معرض دید، فرصتی برای آگاهی یافتن از تاریخچه حادثه بوکیت کپونگ به دست خواهند آورد.

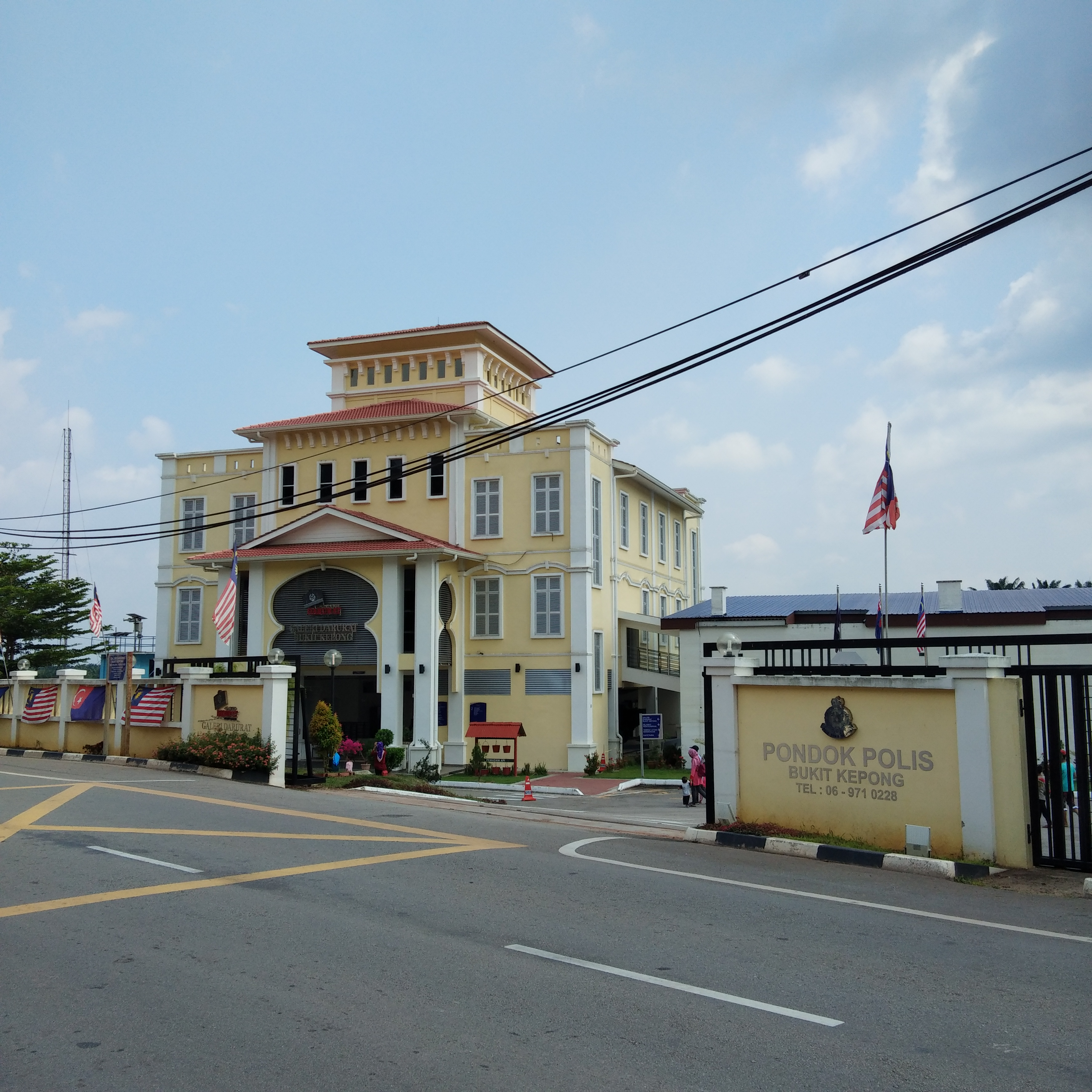
گالری ایستگاه پلیس بوکیت کپونگ

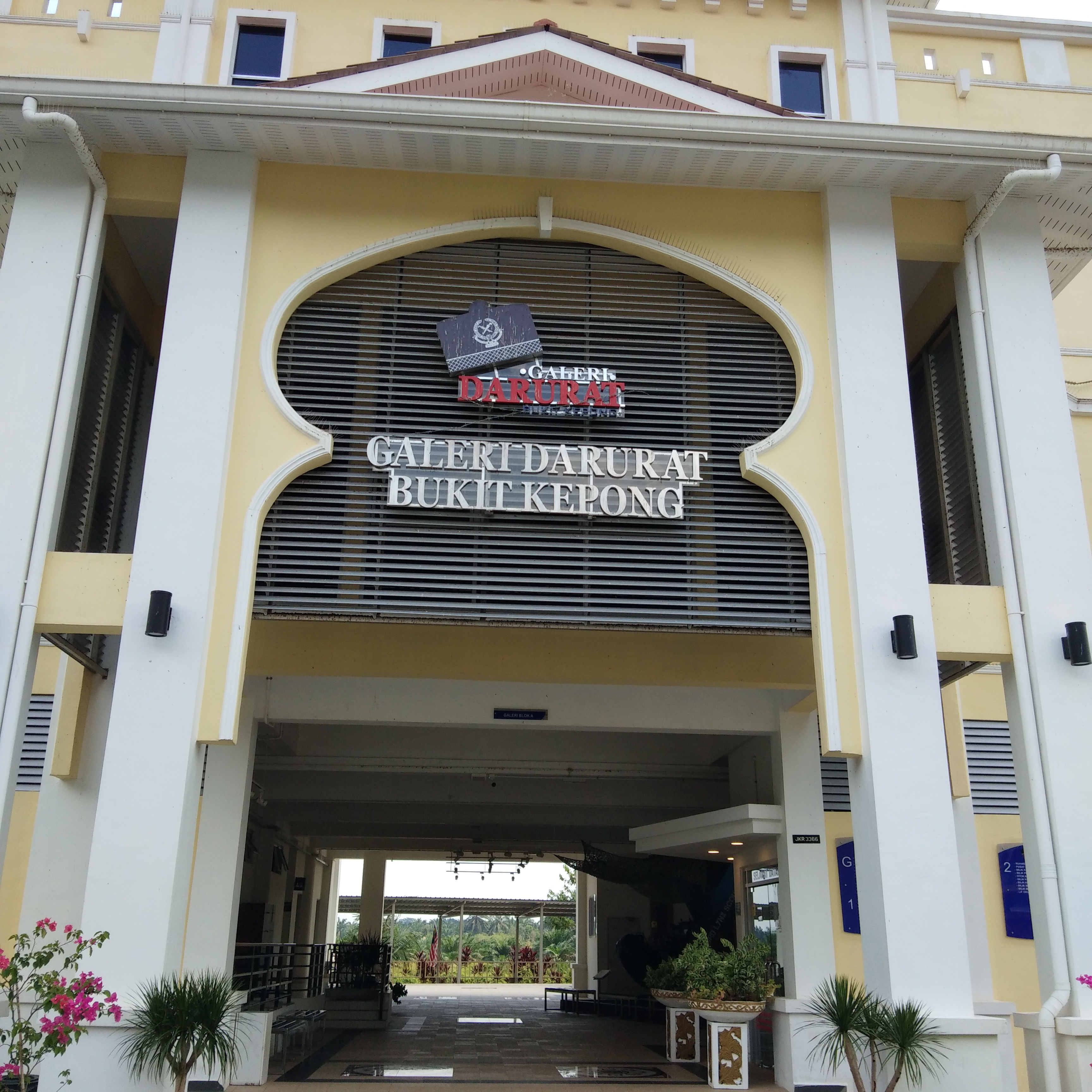
ورودی اصلی گالری بوکیت کپونگ

## جغرافی

بوکیت کپونگ در دایره موار

بوکیت کپونگ ارضی به مساحت بیش از ۲۵۶ کیلومترمربع را دربر گرفته است که جمعیت آن ۱۰٬۱۷۴ نفر است. یکی از رستورانهای آن، رستورانی بر روی آب و در رود موار است که به خاطر غذاهای گربه‌ماهی نقره‌ای خود (پاتین به زبان مالایی) معروف است.

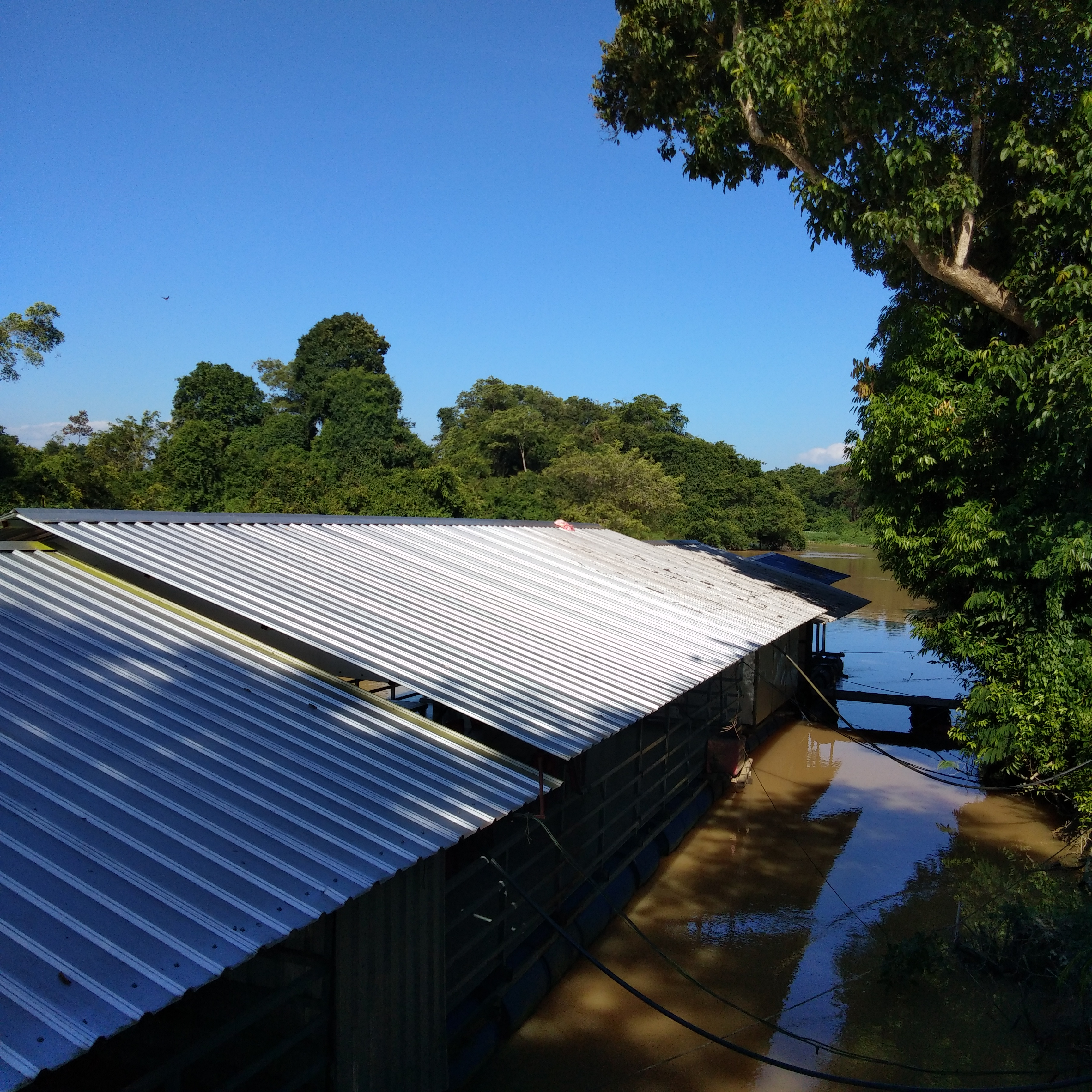
رستوران روی آب در رود موار